# Museu Boijmans Van Beuningen
O Museu Boijmans Van Beuningen (pronuncia em neerlandês: [myˈzeːjʏm bɔjmɑns vɑn bøːnɪŋən]) é um museu de arte em Roterdã, Holanda. Está localizado no Museumpark no bairro Rotterdam Centrum, perto do Museu Kunsthal e o Museu de História Natural de Roterdã.
O museu abriu em 1849. Ele abriga as coleções de Frans Jacob Otto Boijmans (1767-1847) e de Daniël George van Beuningen (1844-1955). Seu acervo inclui desde arte medieval até arte contemporânea, com obras de Rembrandt, Claude Monet, Vincent van Gogh, e Salvador Dalí.
Em 2013, o museu recebeu 292,711 visitantes e foi o 14º museu mais visitado na Holanda .

## História
O museu foi estabelecido em 1849 com o nome Museu Boymans com a coleção de Frans Jacob Otto Boijmans. Uma grande parte de seu acervo foi perdido em um incêndio em 1864.
A coleção do empresário Daniël George van Beuningen foi acrescentada ao acervo em 1958, quando o museu foi renomeado Museum Boymans-van Beuningen. Sua grafia mudou para Museum Boijmans Van Beuningen em 1996.

## Coleção
Seu acervo inclui desde arte medieval até arte contemporânea, com um maior foco na arte holandesa. Grande parte do acervo pertence a os colecionadores já mencionados, mas outros indivíduos também contribuíram ao longo dos anos.
Dentre os artistas exibidos no museu, destacam-se Hieronymus Bosch, Pieter Bruegel, o Velho, Rembrandt, Claude Monet, Wassily Kandinsky, Vincent van Gogh, Maurizio Cattelan, Paul Cézanne, René Magritte, Salvador Dalí, Mark Rothko, Edvard Munch e Willem de Kooning.
O acervo também inclui uma das maiores coleções de esboços, desenhos e litografias do mundo.